# La Favière
La Favière – miejscowość i gmina we Francji, w regionie Burgundia-Franche-Comté, w departamencie Jura.
Według danych na rok 1990 gminę zamieszkiwało 30 osób, a gęstość zaludnienia wynosiła 11 osób/km² (wśród 1786 gmin Franche-Comté La Favière plasuje się na 712. miejscu pod względem liczby ludności, natomiast pod względem powierzchni na miejscu 979.).